# Grallaricula ochraceifrons
Grallaricula ochraceifrons là một loài chim trong họ Grallariidae.